# Bollo ball
Bollo ball nebo Ladder toss je dovednostní hra zahrnující házení bolasa (míčky spojeny pomocí provázku) na rám se třemi příčkami. V závislosti na příčce, na které se bola zachytí, hráč obdrží daný počet bodů. Cílem hry je získat 21 bodů.

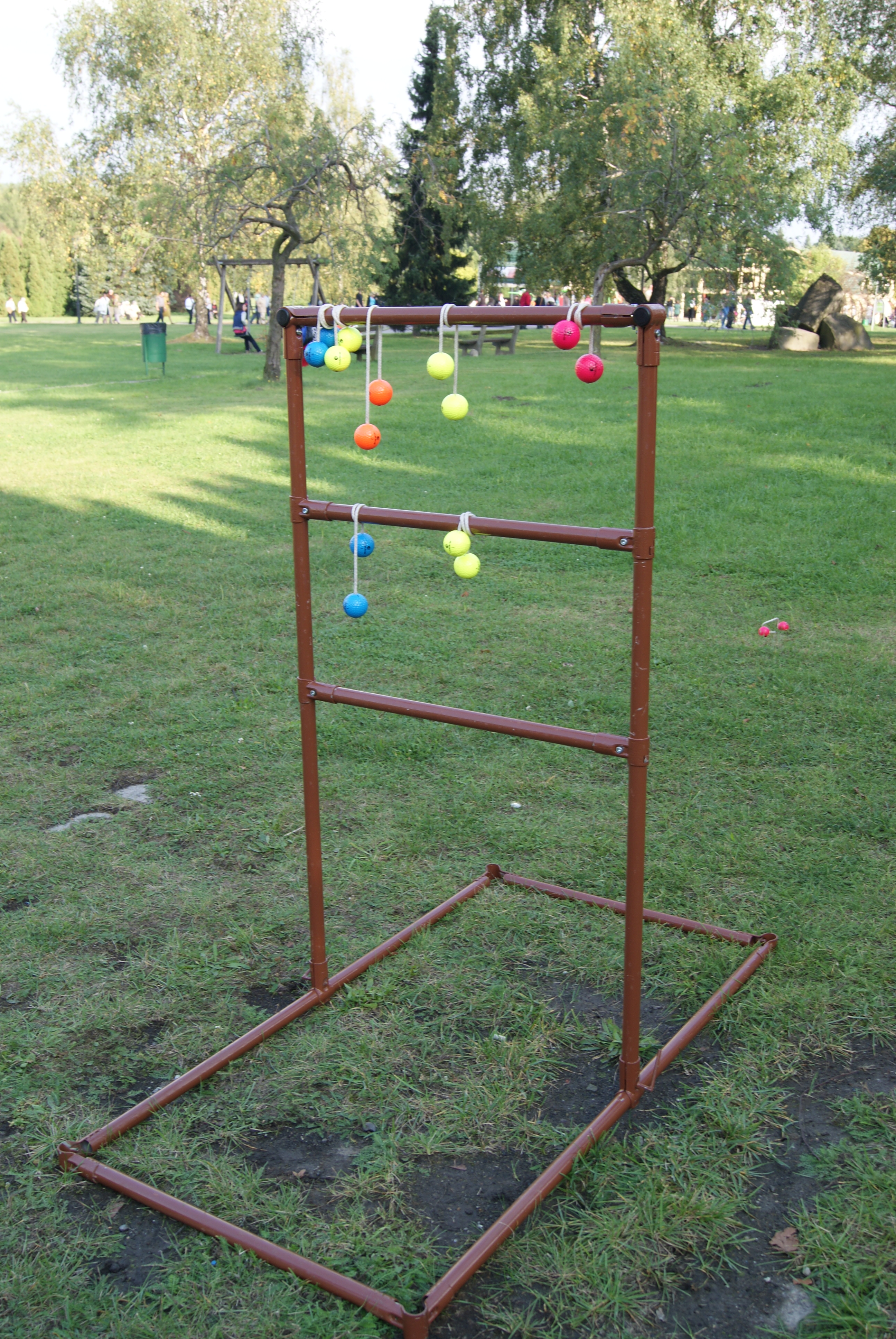
Rám a bola

## Historie
Bollo ball se stal populárním na počátku devadesátých let v kempech ve Spojených státech. V roce 2001 si hru patentoval Robert G. Reid a o čtyři roky později prodal patent firmě Ladder Golf LLC, která zahájila svou výrobu. V dubnu 2005 se konal první turnaj v bollo ballu, kterého se zúčastnilo 32 týmů.

## Pravidla

### Začátek hry
Hry se mohou účastnit dvě, tři nebo čtyři osoby či týmy. Účastníci si navzájem, např. losem, zvolí osobu, která začne hru. Každý hráč má tři bola ve své barvě, která musí hodit na rám tak, aby se zachytila na jedné ze tří příček. Protihráči se střídají v házení, kolo končí ve chvíli, kdy žádnému hráči nezbývají žádná bola. Technika hodu není omezená, lze házet shora i obloučkem, jednou nebo oběma rukama. Po skončení kola se sečtou body za bola, která zůstala zavěšená na rámu.

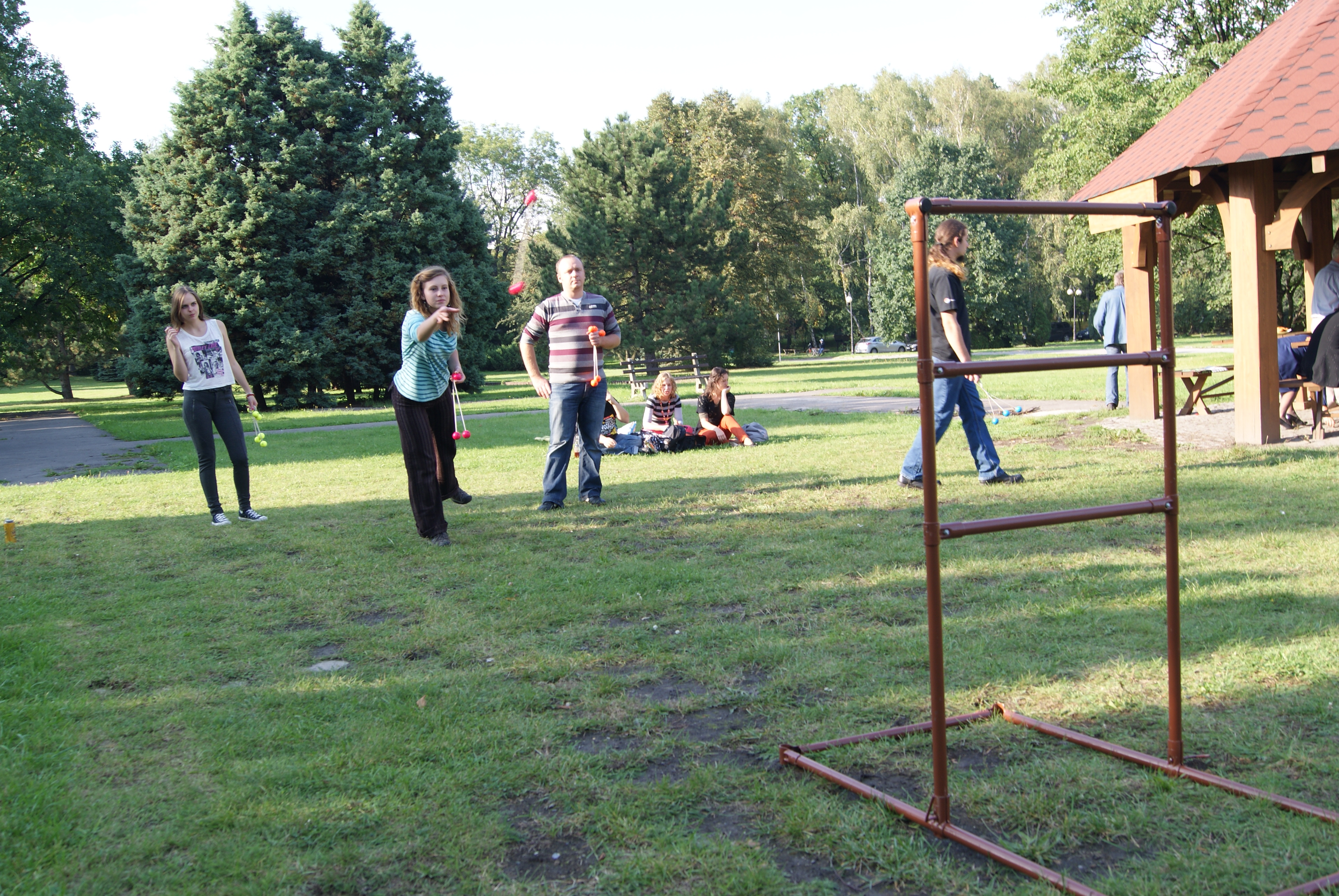
Technika hodu

### Bodování
Každá příčka rámu má odpovídající bodové ohodnocení:
- V horním patře 3 body
- Střední příčka: 2 body
- Spodní příčka: 1 bod

Body získávají pouze ta bola, která visí na příčkách rámu. Ta, která se nezachytila nebo byla shozena jiným hráčem, se nezapočítávají.

### Další kolo
Další kolo začíná hráč, který naposledy získal nejvyšší počet bodů. Pokud několik hráčů získá stejný počet bodů, první hodí ten, kdo v předchozím kole házel později.

### Konec
Vítězem se stává hráč, který první získá 21 bodů. Při rovnosti bodů finalisté hrají další kolo a vítězem se stává ten, který první získá náskok o body.

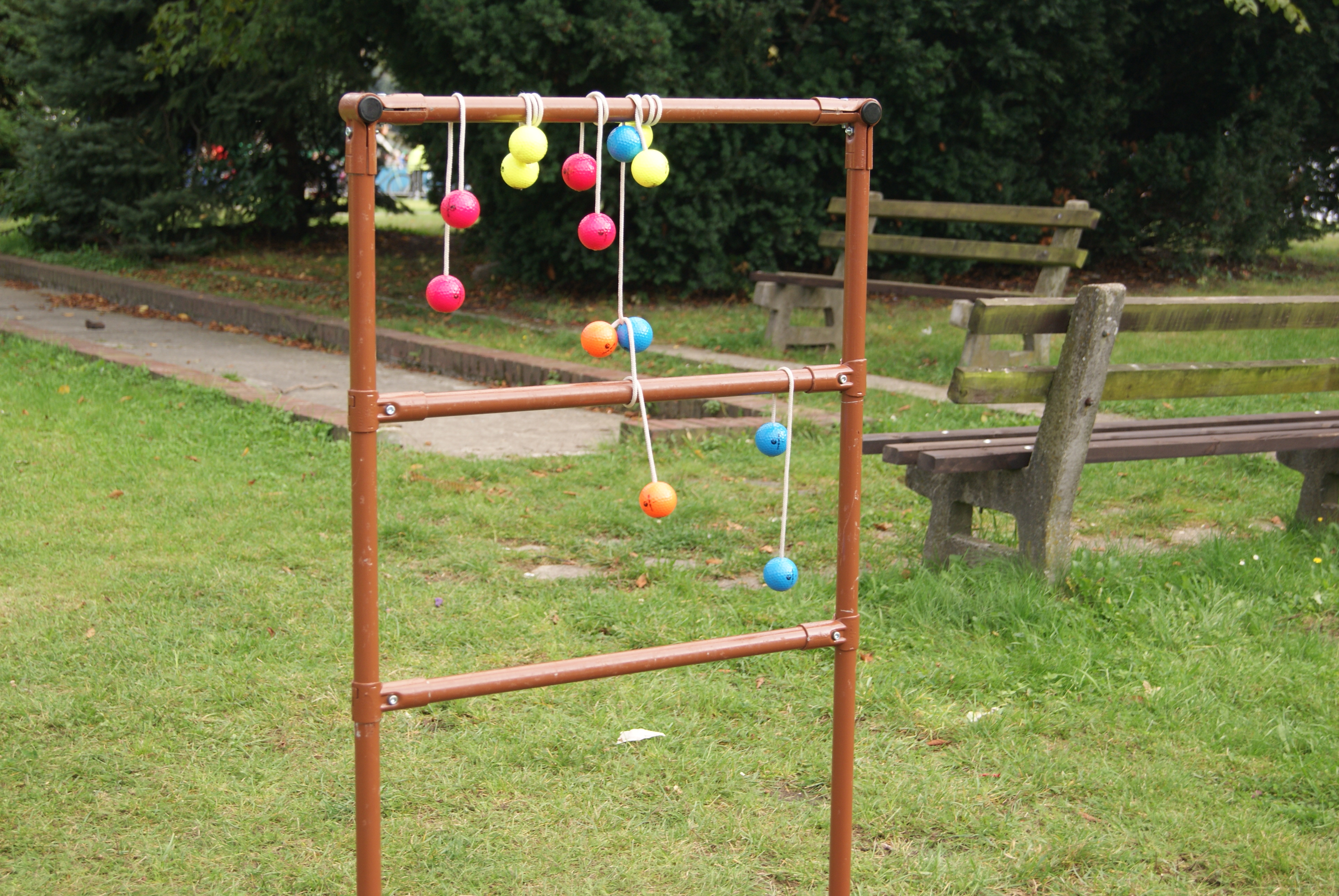
V tomto případě hráč s oranžovým bola (podle zásady přidělování bodů v případě sporu ve prospěch střelce), dostane tři body.

### Bonusy a výjimečné situace
Při hození všech bola na jednu příčku, bez ohledu na kterou, získává hráč bonusový bod. Stejně jako v případě umístění každého bola na jinou příčku.
Jestliže se bola navzájem zachytí např. jedno na horní příčce a další na střední, i když bola nemá kontakt s vyšší příčkou, získává 3 body stejně jako ostatní bola na vyšší příčce. Pokud se bola odrazí od země, poté se zachytí na jedné z příček, body jsou přiděleny běžným způsobem. V konfliktních situacích, jsou body uděleny ve prospěch závodníka.

## Technické detaily
Rám by měl být od místa odhozu vzdálen asi 5 metrů. Neexistují žádné jasně definované velikosti rámu a bolas, ale neoficiálně se předpokládá, že vzdálenost mezi kuličkami bola by měla být 33 cm, stejně jako vzdálenost mezi příčkami. Šířka a výška rámu může být různá, ale většinou je 60 cm široký a asi 100 cm vysoký.